# Ecphylus schwarzii
Ecphylus schwarzii är en stekelart som först beskrevs av William Harris Ashmead 1900.  Ecphylus schwarzii ingår i släktet Ecphylus och familjen bracksteklar. Inga underarter finns listade i Catalogue of Life.